# Aeroporto di Ísafjörður
L'Aeroporto di Ísafjörður (IATA: IFJ, ICAO: BIIS) è un aeroporto islandese situato in un fiordo presso la cittadina omonima, nella regione di Vestfirðir. Situato a 2 m s.l.m. e servito solo da voli domestici, l'aeroporto dispone di un unico terminal passeggeri, di una torre di controllo del traffico aereo e di una pista in asfalto con orientamento 08/26 il cui avvicinamento richiede che gli aerei volino vicino al terreno circostante, il che rende unico e più impegnativo questo aeroporto rispetto ad altri aeroporti. Gli avvicinamenti in genere non possono essere diretti in entrambe le direzioni e, quando si atterra a nord-est, è necessario effettuare una virata completa di 180 gradi prima dell'atterraggio.